# Elaphidion knulli
Elaphidion knulli là một loài bọ cánh cứng trong họ Cerambycidae.